# Samuel Morera i Ribas
Samuel Morera i Ribas (Monistrol de Montserrat, 10 d'agost del 1889 - Ciutat de Mèxic, 20 de febrer del 1969) va ser un polític que presidí l'Ajuntament de Terrassa i que hagué d'exiliar-se a Mèxic en acabada la Guerra Civil espanyola.

## Biografia
Samuel Morera era el segon fill d'una família de religió protestant. Al tombant de segle i fins a la dècada de 1920 força famílies monistrolenques professaven el protestantisme. Tenien escola pròpia que en la millor època havia arribat a tenir un centenar d'alumnes.
La infantesa i la primera joventut de Samuel Morera transcorre entre els estudis i el treball i envoltat d'un ambient hostil, que comportava que molts protestants optessin per marxar de Monistrol. Samuel Morera en va ser un, i més tard també la seva família, la qual es troba vivint a Terrassa l'any 1915. Morera se'n va el 1910 a l'Argentina per no haver de fer les quintes atès que mantenia doble objecció de consciència: la religiosa i la política, ja que es considerava republicà. Instal·lat a Buenos Aires, es casa amb Benigna Blanco l'any 1913. L'any 1915, Morera, exempt del servei militar en treure un número alt en el sorteig, torna a Catalunya i va a viure a Terrassa, on vivien els seus pares.
Comença la seva activitat política dins la ideologia republicana i catalanista. L'any 1924 és elegit president de la Fraternitat Catalana, Casal del Poble. És empresonat i a la Model coneix Lluís Companys. Participa en la fundació d'ERC (Esquerra Republicana de Catalunya) els dies 18 i 19 de març de 1931. En les eleccions municipals de 12 d'abril surt escollit regidor ja a les files d'ERC. Després de ser primer tinent d'alcalde i alcalde accidental, és escollit alcalde de Terrassa l'1 de setembre de 1932. Morera revalida el càrrec d'alcalde de Terrassa en les eleccions del 14 de gener de 1934.
El 6 d'octubre de 1934, fent costat al president Lluís Companys, Morera proclamà l'Estat Català des de l'Ajuntament de Terrassa i hissà la bandera estelada a la façana del consistori. Samuel Morera és detingut i no és alliberat fins als 9 d'abril de 1935. En el consell de guerra següent és condemnat a dotze anys de presó i fou confinat a la Model.
Arran de les eleccions del 16 de febrer de 1936 i del triomf del Front Popular, Samuel Morera és alliberat i retorna a Terrassa en olor de multituds. Es fa càrrec de la direcció de l'Ajuntament. Arran de la sublevació feixista del 18 de juliol, Morera s'ha d'enfrontar als escamots de la CNT i intervé a favor de terrassencs als quals els extremistes volien llevar la vida. Morera ha de deixar l'alcaldia amenaçat per la CNT-FAI. Després dels Fets de Maig amb els enfrontaments entre Partit Obrer d'Unificació Marxista (POUM) i PSUC i la pèrdua de força de la CNT, Morera torna a presidir la corporació municipal, ara ja fins al 1938. El 19 de febrer de 1937, el fill gran de Samuel Morera, Samuel Morera i Blanco és mort al Front d'Aragó. Les pressions dels sectors sindicalistes enquadrats a la UGT i a la CNT no paren i aconsegueixen controlar l'Ajuntament. Morera dimiteix i és designat pel president Lluís Companys delegat interventor de les companyies de Gas i Electricitat i després interventor a Ràdio Barcelona i a Ràdio Associació de Catalunya.
El 25 de gener de 1939, Samuel Morera inicia el llarg camí de l'exili. La seva dona, Isabel Blanco Chan, i la seva filla, Isabel Morera i Blanco, es reuneixen amb ell a Olot i tots tres passen, a peu, la frontera francesa per Prats de Molló. Morera és internat al Camp de concentració d'Argelers i la seva muller i la filla a Clarmont d'Alvèrnia. A mitjan febrer la família es torna a retrobar i s'instal·len a Montpeller on resideix una nombrosa colònia catalana. El 14 d'abril de 1942 la família Morera-Blanco embarca al port de Marsella en el transatlàntic Casablanca rumb a Mèxic.
Morera ingressa com a soci de l'Orfeó Català de Mèxic i a l'exili desenvolupa diverses activitats de responsabilitat dins el seu partit. Samuel Morera i Ribas moria a Ciutat de Mèxic el 20 de febrer de 1969 envoltat de la seva família: l'esposa, la filla, el gendre Jaume Bonastre i Brugal i les quatre netes.
A finals de juliol de 2004, les quatre netes de Samuel Morera (Benigna, Emília, Isabel i Carmeta) viatgen de Mèxic a Terrassa per escampar les restes del seu avi entre el massís de Sant Llorenç del Munt i la muntanya de Montserrat.